# ألكسندر بيلي
ألكسندر بيلي (بالإنجليزية: Alexander Peli)‏ (1915 – 2007) هو كاتب موسوعي إسرائيلي من أصل أوكراني.
أشرف على تحرير الموسوعة العبرية. بدأ المشروع في دار النشر المملوكة لوالدته في عام 1946 مع إشراف بيلي. وصدر الجزء الأخير من الموسوعة في عام 1996.

## حياته
ولد ألكسندر بيليفوفيتسكي في كييف، لمائير وبراخا بيليبوفيتسكي (المولودة بلقب كوتسينوك). تزوج أبواه قبل عام ضد رغبة عائلة أمه.
انتقلت عائلة بيليبوفيتسكي إلى فلسطين وهو في سن السادسة من العمر، والتحق بالمدرسة في تل أبيب. وفي يوليو من عام 1921 استوطنت عائلته في مدينة تل أبيب الجديدة في فلسطين تحت الانتداب البريطاني.
التحق بالجامعة العبرية في القدس ودرس التاريخ والفلسفة.
نشرت أمه براخا بيلي «الموسوعة العامة» من ثمانية أجزاء. وكان حلم بيلي أن يصنع موسوعة حديثة باللغة العبرية. وفي عام 1944 تشكلت لجنة لبحث إنشاء موسوعة باللغة العبرية. وبدأ المشروع في عام 1948 وكان حاييم وايزمان (الذي كان أول رئيس لدولة إسرائيل) أول رئيس فخري للمشروع.
عين بيلي مشرفا على التحرير، وكان المحرر الرئيسي هو البروفيسور يوسف كلاوسنر.
وصدرت أجزاء الموسوعة وكان عددها 32 جزءا.